# Futóhomokkötés
A futóhomokkötés célja a futóhomok megállítása, azaz a homok szél által való elhordatásának megakadályozása azért, hogy ez által az illető terület mezőgazdasági termelésre alkalmassá váljon, vagy hogy a szomszédos területeket megvédjék a homokkal való behordatás ellen.
A homok megkötése annak fajtája szerint több módon történhet. A legköltségesebb az erős mozgásban lévő futóhomok megkötése, ebben az esetben fakampókkal a földhöz erősített szalmafonatokkal, vagy az uralkodó széliránnyal keresztbe állított sövényekkel dolgoznak. Az így megállított homok idővel begyepesedik, de mivel ez a gyep sem legelőnek, sem kaszálónak nem alkalmas, legjobb az ilyen területet beerdősíteni. Erre a célra hazánk éghajlati viszonyai mellett az akác és a nyár a legalkalmasabb fafajta.
Az elhordatásnak kevésbé alávetett, durvább szemű és több agyagot tartalmazó futóhomok megkötésére egyszerűbb módszerek is rendelkezésre állnak, melyek közül élősövények kialakítása a legideálisabb. Az élősövények az adott terület igényeinek megfelelően egymástól 500–1000 méternyi távolságban, 2–4–6 fasorból állnak. Telepítésük során fontos szempont az is, hogy megtörjék az uralkodó szél erejét, így megakadályozva a homok további mozgását. A jobb minőségű futóhomok ilyen módon megállítva szántóföldnek is alkalmas, elsősorban rozs és burgonya termelésére, ellenben silányabb homokot célszerűbb vagy beerdősíteni vagy fákkal beültetve legelővé átalakítani.
Ahol pedig az éghajlati viszonyok kedveznek a szőlő- és gyümölcstermelésnek, és ahol a futóhomok alatt termőképes altalaj fordul elő, ott legcélszerűbb már a megkötést gyümölcsösök és szőlők létesítésével megoldani. Kecskemét és Nagy-Kőrös szőlő- és gyümölcsültetvényei jól példázzák ennek a módszernek az eredményességét.